# 王慶雲 (清朝)
王慶雲（1798年—1862年），字家镮、贤关、雁汀，福建闽县（今屬福州市）人，清朝政治人物。

## 生平
嘉庆三年（1798年）二月二十九日生，嘉庆二十一年（1816年）登庠序，嘉庆二十四年（1819年）中举，道光九年（1829年）己丑科进士，選庶吉士。道光十二年（1832年）散馆后授编修。道光十四年（ 1834年）典试广西，道光十四年丁母憂。道光十七年（1837年），任貴州學政。道光二十一年十月至二十五年十一月丁父憂。道光二十六年充文渊阁校理。道光二十七年（1847年）后历任侍讲学士、侍读学士、通政司副使、詹事府詹事、署理顺天府尹。曾国藩对王庆云颇为看重。
咸丰元年（1851年），授户部侍郎。后任陕西巡抚。咸丰四年（1854年），调任山西巡抚。后任四川总督。
1859年，兼署成都将军。5月4日－10月7日期間，奉旨接替黃宗漢擔任兩廣總督。他雖名義調任，但實際兩廣政務，皆由柏貴、勞崇光兩人代理。
咸丰十一年（1861年），授左都御史，擢工部尚书。同治元年（1862年）三月初七日病逝於汾州，谥文勤。

## 身后
入祀山西名宦祠。同治八年（1869年），归葬福州西门芋坑山。

## 著作
王慶雲通晓时事，留心财政，勤于记述，“日有恒业，夜则记日间所事，以自考镜”，生前留下大量日记。著有《熙朝纪政》、《石渠餘記》、《王文勤奏稿》、《石延寿馆文集》、《荆花馆遗诗》、《西清王氏族谱》等。